# Список найкращих бомбардирів збірної України з футболу
Список найкращих бомбардирів збірної України. У цьому списку представлено 23 найкращих бомбардирів збірної України з футболу.
Останній матч: Україна 2:4 Канада, товариський матч, який відбувся 7 червня 2025 року.
- Нині грають за збірну: 6
- Завершили кар'єру: 17
- Дані станом за 19 липня 2025

| Nº | Ім'я                | Дата народження   | Роки за збірну | Матчі | Голи |
| -- | ------------------- | ----------------- | -------------- | ----- | ---- |
| 1  | Андрій Шевченко     | 29 вересня 1976   | 1995 — 2012    | 111   | 48   |
| 2  | Андрій Ярмоленко    | 23 жовтня 1989    | 2009 — досі    | 125   | 46   |
| 3  | Євген Коноплянка    | 29 вересня 1989   | 2010 — 2023    | 87    | 21   |
| 4  | Роман Яремчук       | 27 листопада 1995 | 2018 — досі    | 63    | 17   |
| 5  | Сергій Ребров       | 3 червня 1974     | 1992 — 2006    | 75    | 15   |
| 6  | Віктор Циганков     | 15 листопада 1997 | 2016 — досі    | 61    | 13   |
| 7  | Олег Гусєв          | 25 квітня 1983    | 2003 — 2016    | 98    | 13   |
| 8  | Сергій Назаренко    | 16 лютого 1980    | 2003 — 2012    | 56    | 12   |
| 9  | Олександр Зінченко  | 15 грудня 1996    | 2015 — досі    | 73    | 12   |
| 10 | Артем Довбик        | 21 червня 1997    | 2021 — досі    | 36    | 11   |
| 11 | Євген Селезньов     | 20 липня 1985     | 2008 — 2018    | 58    | 11   |
| 12 | Андрій Воробей      | 29 листопада 1978 | 2000 — 2008    | 68    | 9    |
| 13 | Андрій Гусін        | 11 грудня 1972    | 1993 — 2006    | 71    | 9    |
| 14 | Тимерлан Гусейнов   | 24 січня 1968     | 1993 — 1997    | 14    | 8    |
| 15 | Артем Кравець       | 3 червня 1989     | 2011 — 2019    | 23    | 8    |
| 16 | Артем Мілевський    | 12 січня 1985     | 2006 — 2012    | 50    | 8    |
| 17 | Андрій Воронін      | 21 січня 1979     | 2002 — 2012    | 74    | 8    |
| 18 | Руслан Ротань       | 29 жовтня 1981    | 2003 — 2018    | 100   | 8    |
| 19 | Марко Девич         | 27 жовтня 1983    | 2008 — 2014    | 35    | 7    |
| 20 | Максим Калиниченко  | 26 січня 1979     | 2002 — 2011    | 47    | 7    |
| 21 | Руслан Маліновський | 4 травня 1993     | 2015 — досі    | 66    | 7    |
| 22 | Віктор Леоненко     | 5 жовтня 1969     | 1992 — 1996    | 14    | 6    |
| 23 | Олександр Алієв     | 3 лютого 1985     | 2008 — 2012    | 28    | 6    |